# Iglesia de San Martín de Tours (Frómista)
La iglesia de San Martín de Tours es un templo católico erigido en la segunda mitad del siglo XI en Frómista, en la provincia de Palencia (Castilla y León, España), y situado en el Camino de Santiago. Pertenece al estilo románico y está considerado como uno de los principales prototipos de románico europeo.
En 2015, en la aprobación por la Unesco y la Unión Europea de la ampliación del Camino de Santiago en España a «Caminos de Santiago de Compostela: Camino francés y Caminos del Norte de España», España envió como documentación un «Inventario Retrospectivo - Elementos Asociados» en el que en el n.º 1326 figura la iglesia parroquial de San Martín.

## Historia
La iglesia de San Martín de Tours, situada en el Camino de Santiago, fue construida en la segunda mitad del siglo XI por orden de doña Mayor de Castilla como parte de un monasterio de San Martín, hoy desaparecido. Las primeras noticias en las que se hace referencia a esta iglesia datan del año 1066, en el que ya se había iniciado su construcción. Su estilo se relaciona con el románico de la zona de Palencia así como con la catedral de Jaca ya que alguno de sus canteros pudo haber trabajado en esta edificación.
En el año 1118 pasó a depender del priorato cluniacense de San Zoilo, en Carrión de los Condes. Los monjes lo arriendan para afrontar pagos en el siglo XIII, cediéndolo a Don Juan Gómez de Manzanedo, siendo de nuevo arrendado en varias ocasiones posteriormente. La iglesia sufrió diversos añadidos durante el siglo XV: una torre que serviría de campanario sobre el cimborrio original, y varias dependencias que hicieron de sacristía. Tras estas últimas noticias medievales, el templo sufre un progresivo deterioro, que lleva a que a finales del siglo XIX sea declarado inadecuado para el culto. Tras su cierre, el deterioro se acelera, con varios desprendimientos en la bóveda y las paredes.

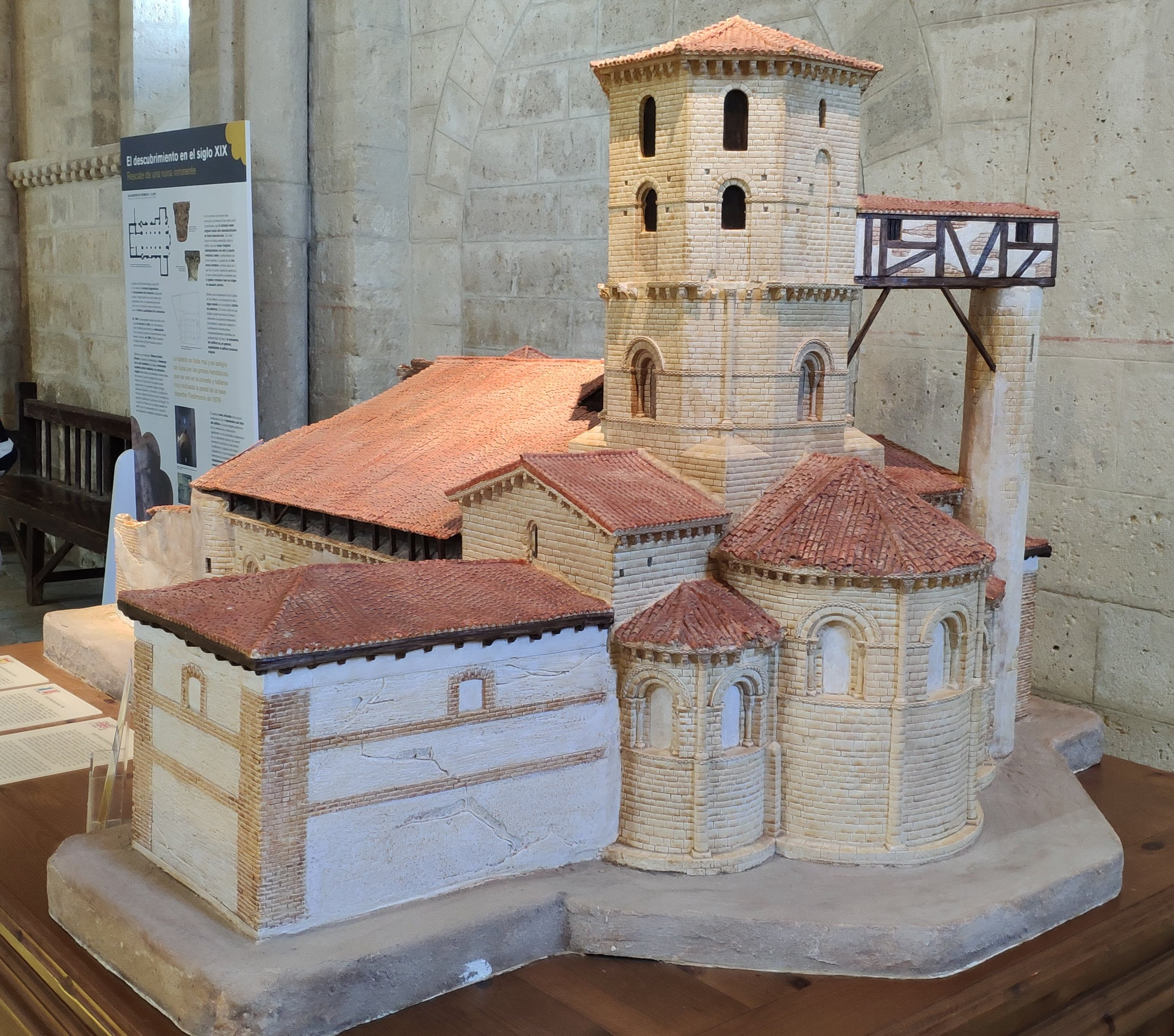
Maqueta de San Martín de Frómista antes de su restauración.

Varios informes emitidos durante esta época reflejan el preocupante estado de la edificación que amenazaba ruina. La labor de restauración del templo se inicia poco después de su declaración como Monumento Nacional en 1894. Las labores de restauración quedan en manos del arquitecto Manuel Aníbal Álvarez Amoroso, quien se propone devolver el templo a su estado original, eliminando los añadidos posteriores. Los capiteles y canecillos más deteriorados fueron trasladados al Museo Arqueológico de Palencia, y sustituidos por reproducciones.
Las tareas de reconstrucción finalizaron en 1904, fecha en la que definitivamente se reabrió al público. En la actualidad puede contemplarse, en el interior de la propia iglesia, una maqueta que representa su situación en el momento de acometer su restauración.
En 2010 se realizó una labor de mantenimiento y restauración de las vidrieras de esta.

## Descripción

### Exterior

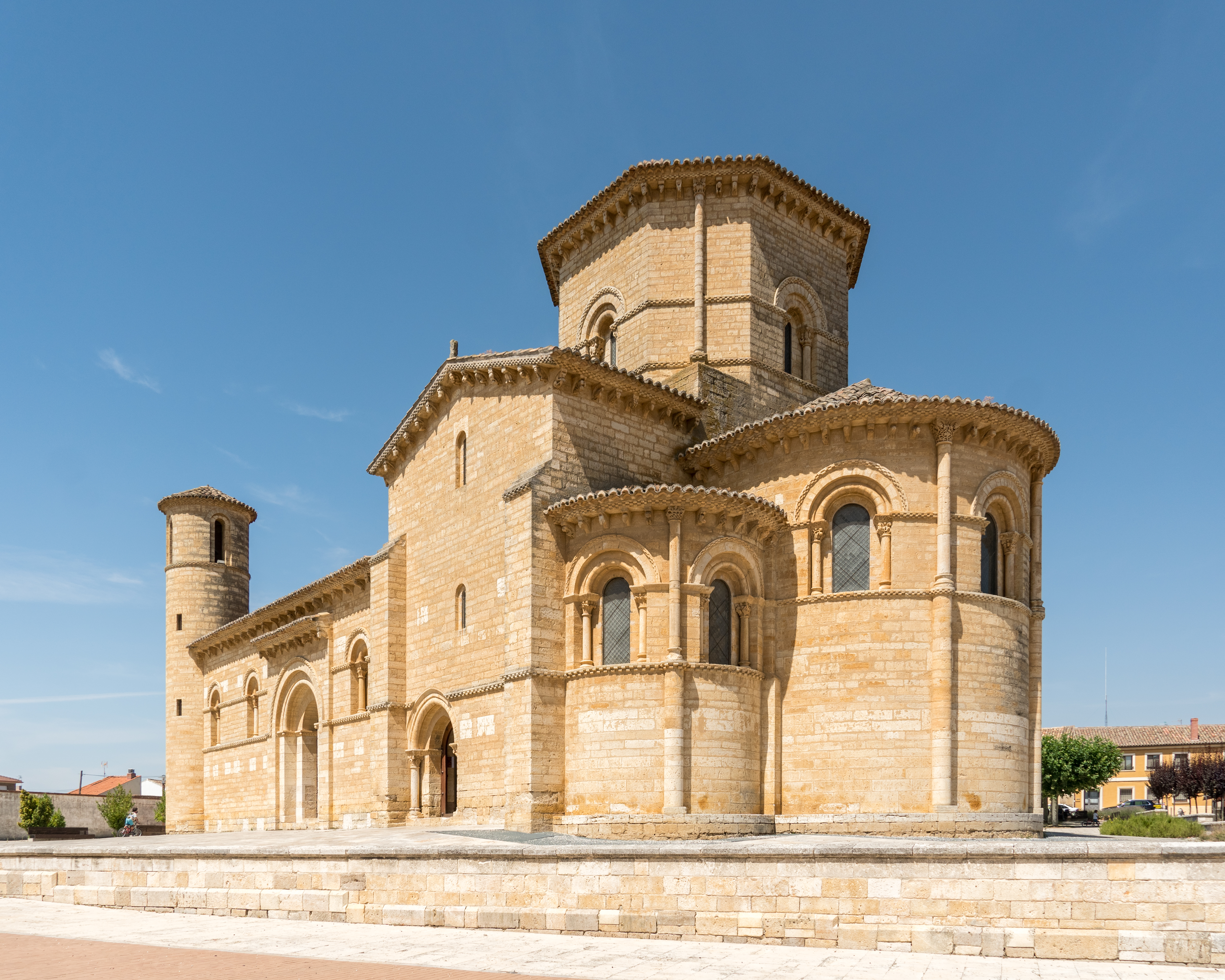
Ábsides de San Martín de Tours en Frómista, Palencia.

La apariencia exterior de la Iglesia de San Martín de Frómista es característica del periodo románico en que fue construida. Sobre sus naves, de escasa altura, destacan el cimborrio octogonal sobre el crucero y las dos torres cilíndricas a ambos lados de la fachada principal. Las tres naves, con bóveda de cañón, la central más ancha y alta que las laterales, terminan en tres ábsides semicirculares.
Desde el exterior se ven sus muros de piedra, con escasos ventanales con arcos de medio punto en los ábsides y en los laterales del templo. En las fachadas, a modo de cornisa, se extiende un adorno ajedrezado de piedra a diferentes alturas. Además, bajo los aleros de las puertas y tejados hay más de 300 pequeños canecillos, con figuras similares a gárgolas, representando animales, seres humanos y seres mitológicos o fantásticos. 
La iglesia tiene cuatro entradas, una al norte, otra al occidente y dos al sur, disponiéndose una de ellas enfrentada a la norte y otra en el crucero, de menor entidad y que sirve de entrada al público.
Las dos torres occidentales se rematan con un gallo, habiéndose perdido el de la torre sur por el impacto de un rayo. Sobre cada uno de los hastiales (occidental y crucero), se sitúa un remate circular con una cruz patada en bajorrelieve.
También podemos observar contrafuertes exteriores.

### Interior
En el interior de la  iglesia de San Martín presenta una planta basilical, formada por tres naves de distinto tamaño separadas por pilares compuestos. La nave principal o central es más ancha que las dos laterales, y las tres terminan en ábsides semicirculares. En el caso de esta iglesia, la planta basilical está combinada con la forma de cruz latina, con el cimborrio octogonal situado sobre el crucero. En esta arquitectura concreta, el paso de estructura cuadrada a redonda (cúpula) se realiza a través de las trompas y no de las pechinas como sucederá posteriormente en la arquitectura gótica.
Ya que la nave central carece de claristorio y sus bóvedas empiezan a la altura del vértice de las colaterales, la nave antes del crucero tiene la estructura de una pseudo-basílica. Los ábsides albergan diversas esculturas medievales, entre las que destaca un Cristo del siglo XIII, en el de la nave central.

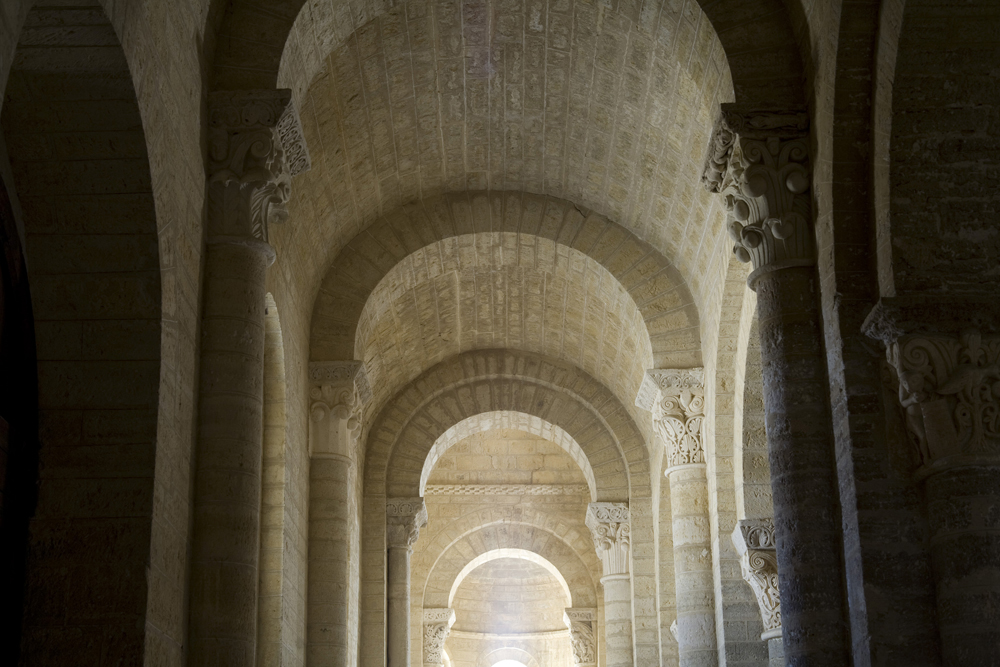
Colateral izquierda
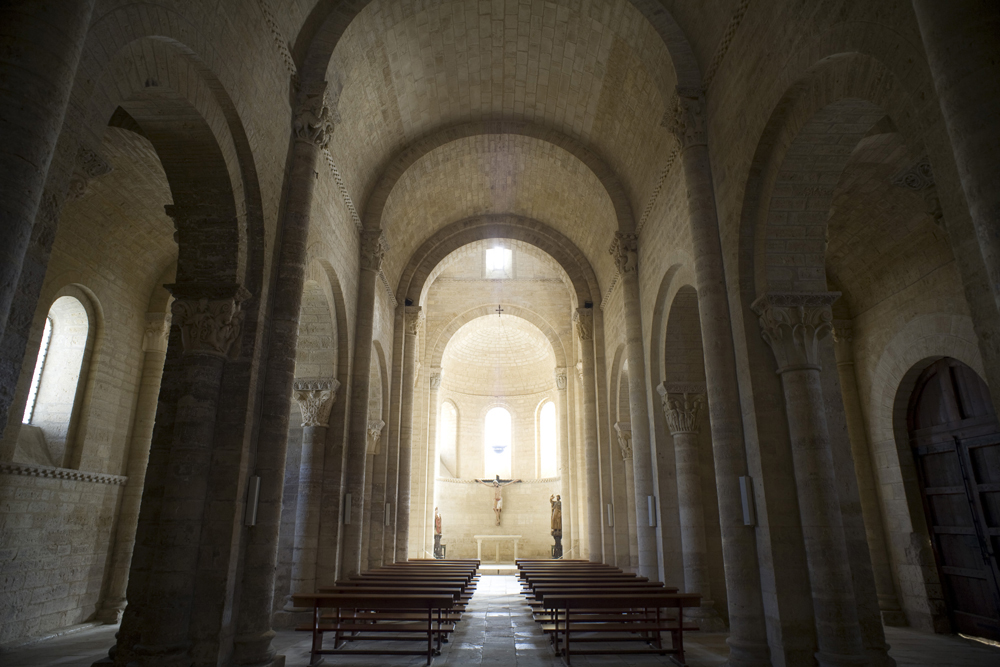
Nave central
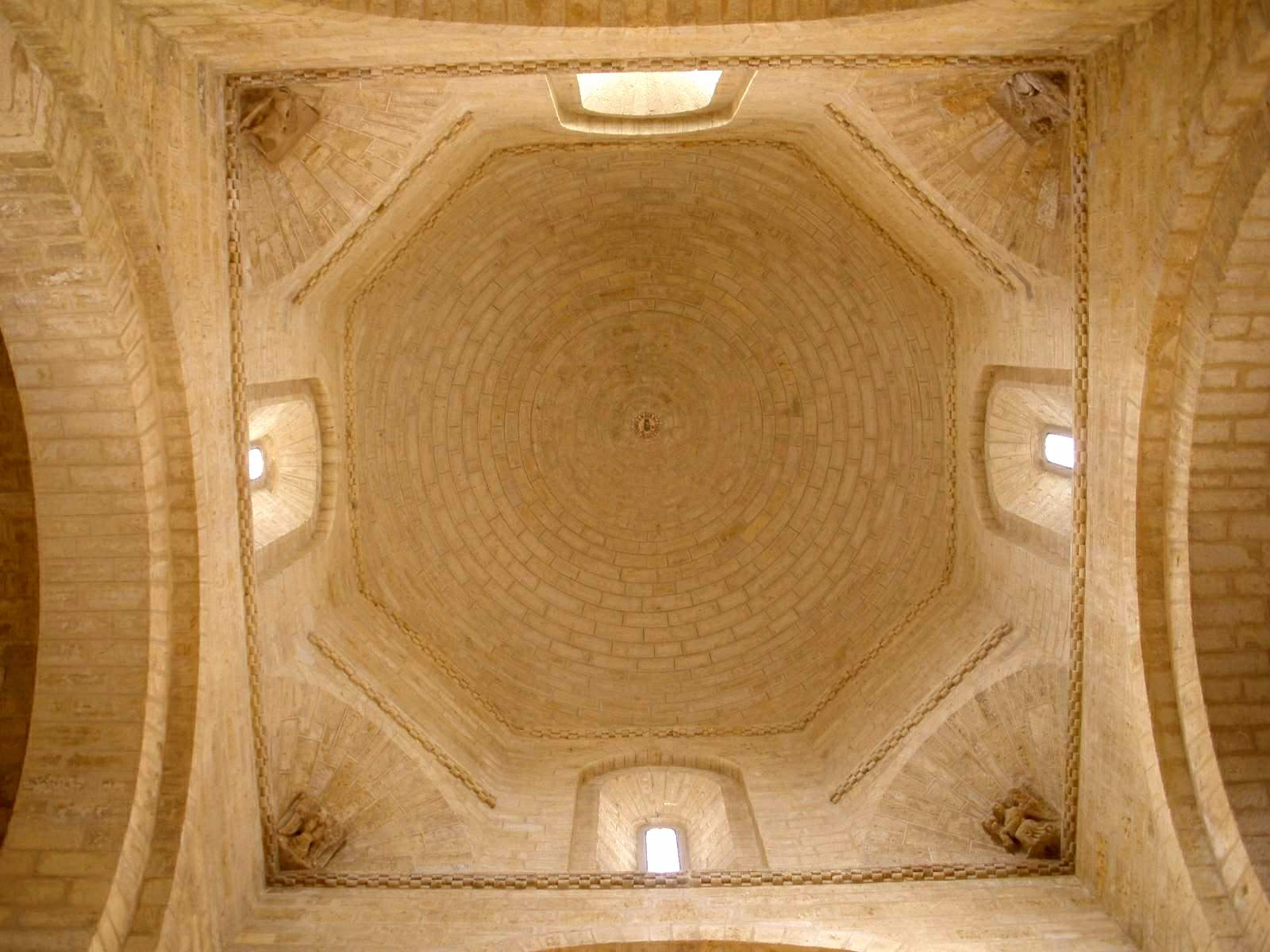
Crucero cubierto en el exterior por cimborrio

### Decoración
El interior de la iglesia, aunque en general sobrio, tiene elementos decorativos de mucho interés. Destacan los capiteles de las columnas (algunos de ellos, reconstrucciones modernas de los originales), con imágenes vegetales, animales o narrativas. Entre ellos merece la pena observar con detenimiento los dedicados a la historia de Adán y Eva, la fábula de "La zorra y el cuervo", el de la diosa Cibeles o el denominado "de la Orestíada". La puerta de acceso a la torre norte se remata con un tímpano decorado con un crismón de seis brazos, de forma similar a los que encontramos en el San Zoilo, en Carrión de los Condes y en la Basílica de San Isidoro de León.
También, el ajedrezado que hay bajo las cornisas exteriores aparece igualmente en el interior, a diversas alturas.

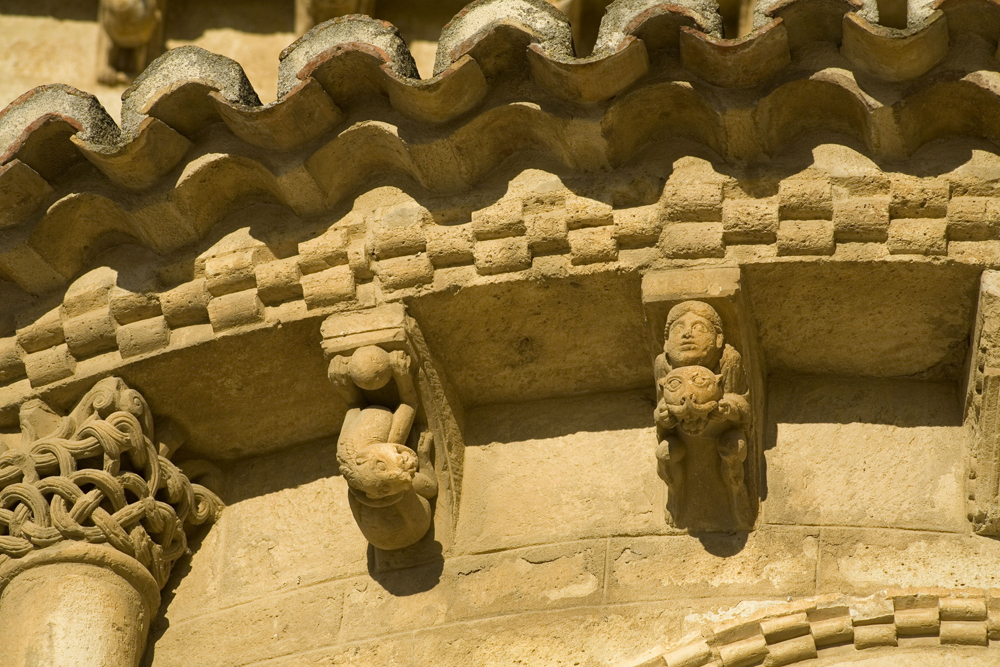
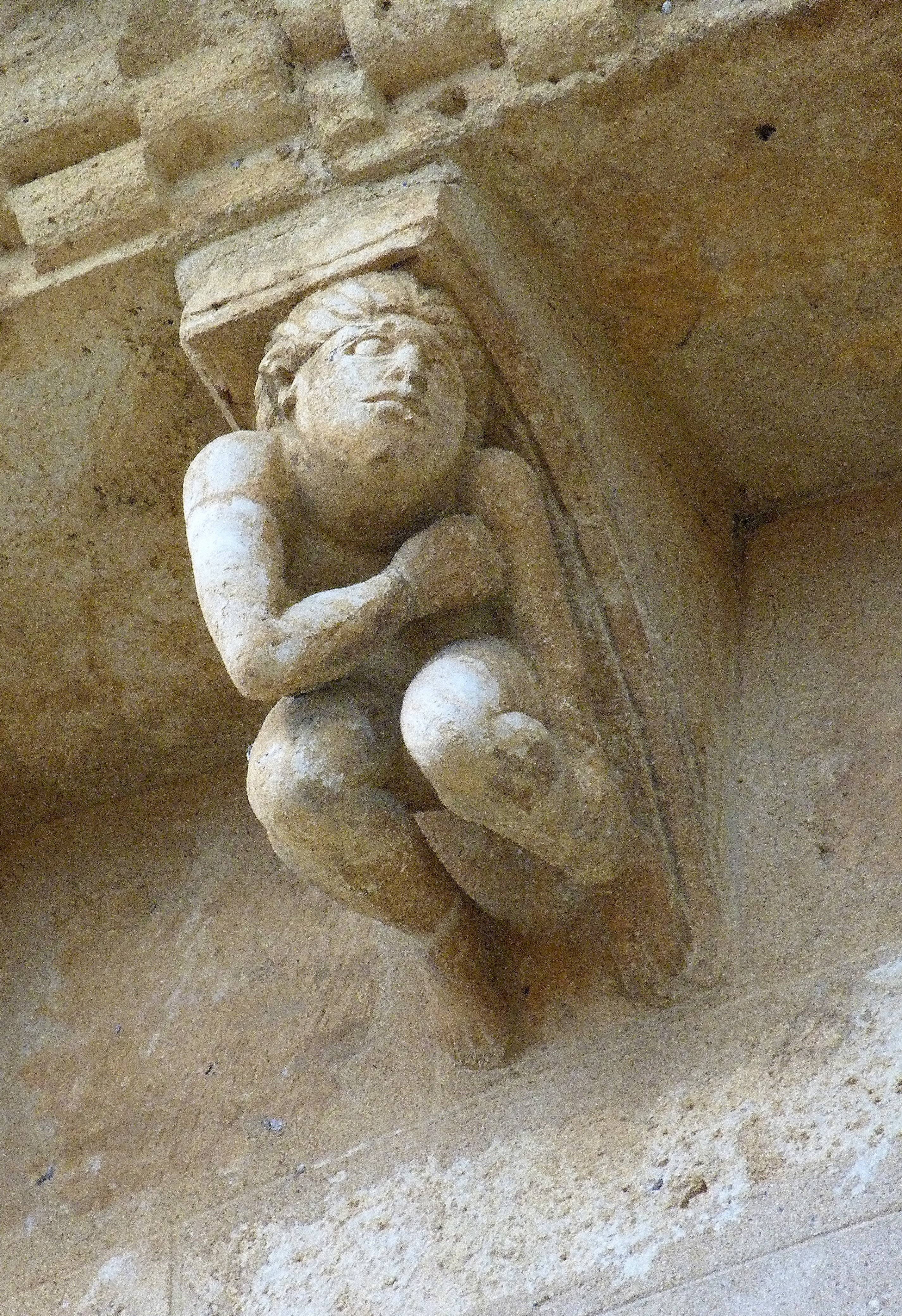
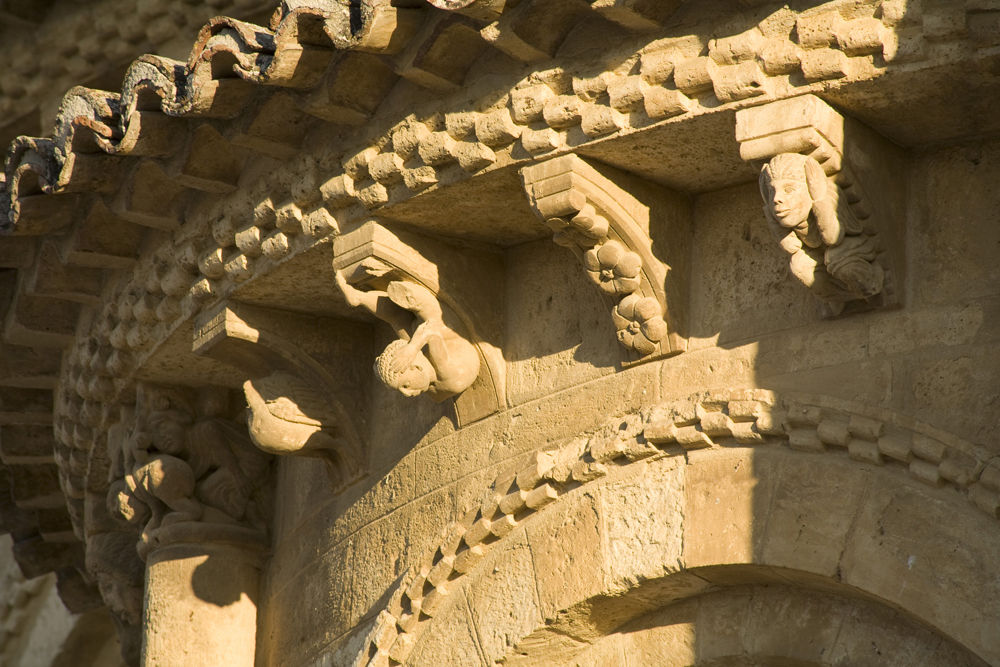
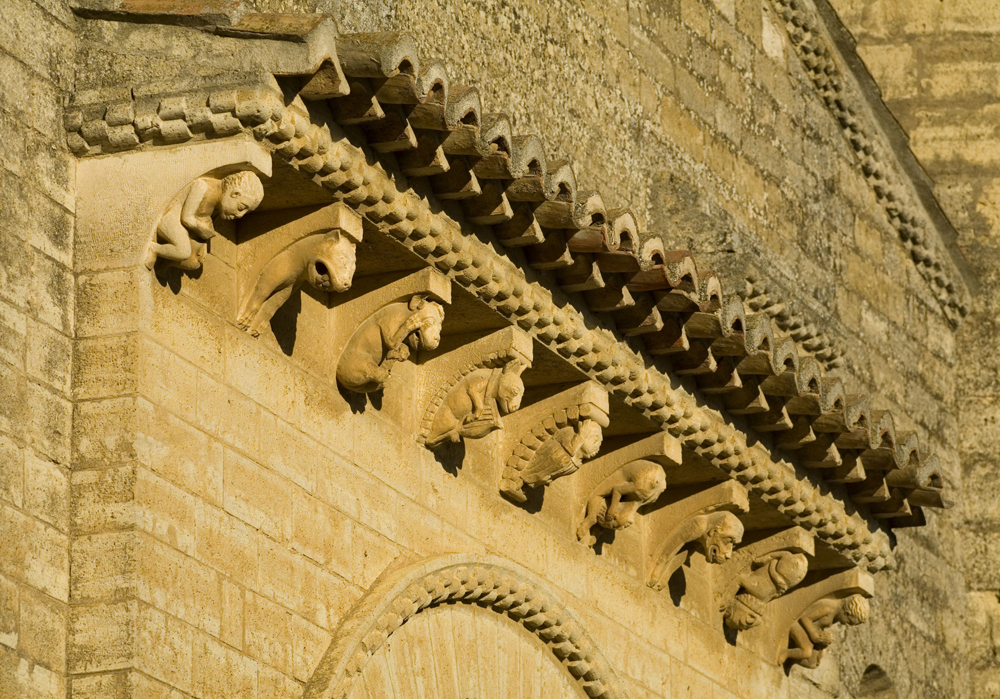
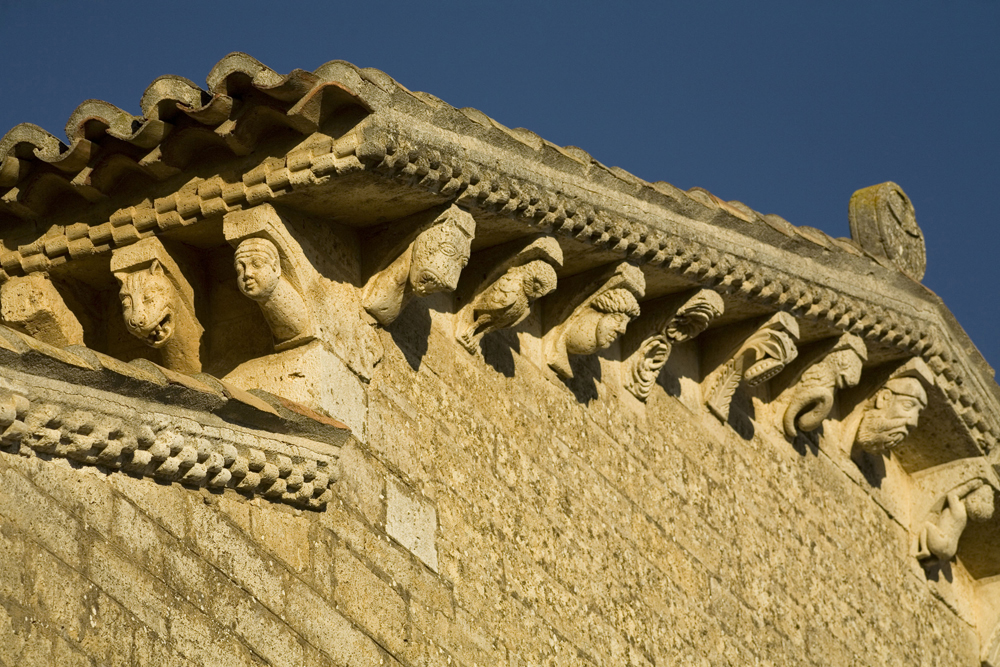